# Pascal Pinon (banda)
Pascal Pinon fue una agrupación islandesa de rock/folk de Reikiavik, y está compuesta por la gemelas Ásthildur y Jófríður Ákadóttir.

## Historia
Las gemelas formaron la banda en 2009 junto con Halla Kristjánsdóttir y Kristín Ylfa Hölmgrimsdóttir. El nombre es una referencia al artista de circo de principios del siglo XX, Pascual Piñón.
Describen su música como "simple y honesta, llena de melancolía y optimismo. Esperamos hacer música que pueda inspirar, calmar las angustias y abrigar tu interior". Las canciones de Pascal Pinon tienen sus letras en islandés e inglés. Las hermanas citan a Tegan y Sara, Björk, Joni Mitchell y Sinead O'Connor como sus influencias. Jófríður Ákadóttir es la compositora y cantante principal, toca la guitarra, clarinete y teclados. Ásthildur Ákadóttir generalmente hace voces de apoyo, toca varios teclados, guitarra y fagot. Las hermanas también han expresado un "punto débil" por la música de baja fidelidad, como el ruido de la cinta de casete y los sintetizadores de juguete. Han hecho presentaciones en el Reino Unido y otras partes de Europa en varias ocasiones (2010-2014, 2016, 2017), además de otras en China (2011, 2015) y Japón (2012). En marzo y abril de 2017, Jófríður se presentó en Europa con su prima, Hildur Berglind Arndal, que tomó el lugar de Ásthildur. Jófríður anunció que esta gira sería " la última aparición por un tiempo" para Pascal Pinon.

## Música
En 2009 cuando tenían 14 años, lanzaron su primer álbum, Pascal Pinon. Fue completamente producido por cuenta propia, y luego reeditado por el sello Morr Music en 2010, Allmusic lo describió como "un disco realmente encantador".
El grupo, ahora un dúo, lanzó su segundo álbum, Twosomeness (producido por Alex Somers), en enero de 2013. El álbum recibió una calificación de 8/10 de Clash, y el escritor Gareth James lo llamó "un regalo raro y hermoso", mientras que recibió cuatro de cinco estrellas del escritor de Allmusic Tim Sendra, quien describió las canciones como "muy mágicas y envueltas en un misterio cálido y ligeramente triste". Michael Cragg de The Guardian escribió "estas hermanas gemelas islandesas hacen canciones magníficamente entrañables” En 2013, Nico Muhly las mencionó en una "Lista obligatoria" de música diaria del New York Times, describiendo su música como "extrañamente atrapante”
En noviembre de 2015 Jófríður describió el próximo álbum de Pascal Pinon Sundur como "crudo y real, minimalista y un poco melancólico". Los críticos le dieron un gran elogio al álbum: Tony Clayton-Lea en The Irish Times dijo que en Sundur  "las hermanas logran construir un paisaje sonoro minimalista que es en parte un triste sueño y parte magia" " Derval McCloat describió a Sundur como "un conmovedor relato de la humanidad, el amor, la pérdida, la esperanza y, sobre todo, la hermandad" y como "una serie de momentos mágicos a veces envueltos en misterio, 'Sundur' nos da una idea del mundo secreto de hermanos, un fenómeno fascinante que trasciende lo físico". Sundur apareció en la línea de los mejores álbumes Fifty Essential de 2016. Fue nombrado como uno de los 10 mejores álbumes de Play Repeat en 2016. New Noise Magazine colocó a Sundur en su top 16 de 2016.

## Proyectos relacionados
Jófríður también es la cantante del grupo islandés de música electrónica Samaris. También ha contribuido a otros proyectos musicales, entre ellos: Gangly, Muted, Lapalux y Low Roar. En 2015 comenzó una carrera en solitario con el pseudónimo JFDR. En junio de 2017 Jófríður anunció que Albert Finnbogason produciría un álbum de canciones de Pascal Pinon y JFDR con arreglos de cuerdas de Ian McLellan Davis con voces de Jófríður y Ásthildur.

## Discografía

### Álbumes
- Pascal Pinon (2009), (autoproducido)
- Pascal Pinon (2010), Morr Music
- Twosomeness (2013), Morr Music
- Sundur (2016), Morr Music

### Sencillos , EP
- Pascal Pinon EP (2009) (autoproducido)
- I wrote a song EP (2010), A Number of Small Things
- Party Wolves EP (2012) Morr Music